# Freestyle-Skiing-Weltmeisterschaften 1999
Die 8. Freestyle-Skiing-Weltmeisterschaften fanden vom 8. bis 14. März 1999 in Hasliberg in der Schweiz statt. Nach dem Wegfall der Kombinationswertung wurde erstmals der direkte Vergleich zweier Starter auf der Buckelpiste, das Dual Moguls, als WM-Disziplin ausgetragen. Dadurch gab es wieder jeweils vier Goldmedaillen bei den Herren und Damen zu vergeben.

## Männer

### Moguls
| Platz | Land       | Sportler          |
| ----- | ---------- | ----------------- |
| 1     | Finnland   | Janne Lahtela     |
| 2     | Finnland   | Lauri Lassila     |
| 3     | Finnland   | Sami Mustonen     |
| 4     | Kanada     | Stéphane Rochon   |
| 5     | Frankreich | Thony Hemery      |
| 6     | USA        | Caleb Martin      |
| 7     | USA        | Alex Wilson       |
| 8     | Frankreich | Johann Grégoire   |
| 9     | Kanada     | Trennon Paynter   |
| 10    | Kanada     | Dominick Gauthier |

Datum: 10. März 1999

### Ballett
| Platz | Land       | Sportler          |
| ----- | ---------- | ----------------- |
| 1     | USA        | Ian Edmondson     |
| 2     | Kanada     | Mike McDonald     |
| 3     | Schweiz    | Heini Baumgartner |
| 4     | Schweiz    | Konrad Hilpert    |
| 5     | USA        | Steve Saulnier    |
| 6     | Australien | Mark Pigott       |
| 7     | Finnland   | Antti Inberg      |
| 8     | USA        | Steven Roxberg    |
| 9     | Italien    | Claudio Todaro    |
| 10    | Kanada     | Toben Sutherland  |

Datum: 11. März 1999

### Aerials
| Platz | Land       | Sportler                |
| ----- | ---------- | ----------------------- |
| 1     | USA        | Eric Bergoust           |
| 2     | Österreich | Christian Rijavec       |
| 3     | USA        | Joe Pack                |
| 4     | Belarus    | Wassil Warabjou         |
| 5     | Tschechien | Aleš Valenta            |
| 6     | Kanada     | David Belhumeur         |
| 7     | Kanada     | Nicolas Fontaine        |
| 8     | Belarus    | Dsmitryj Daschtschynski |
| 9     | USA        | Britt Swartley          |
| 10    | Belarus    | Dsmitryj Rak            |

Datum: 13. März 1999

### Dual Moguls
| Platz | Land       | Sportler          |
| ----- | ---------- | ----------------- |
| 1     | Frankreich | Johann Grégoire   |
| 2     | Finnland   | Janne Lahtela     |
| 3     | Finnland   | Lauri Lassila     |
| 4     | Kanada     | Stéphane Rochon   |
| 5     | Kanada     | Dominick Gauthier |
| 6     | Japan      | Yugo Tsukita      |
| 7     | Frankreich | Richard Gay       |
| 8     | Kanada     | Jean-Luc Brassard |
| 9     | Schweiz    | Marco Ottiker     |
| 10    | Russland   | Jewgeni Sennikow  |

Datum: 14. März 1999

## Frauen

### Moguls
| Platz | Land        | Sportler            |
| ----- | ----------- | ------------------- |
| 1     | USA         | Ann Battelle        |
| 2     | Norwegen    | Kari Traa           |
| 3     | Schweiz     | Corinne Bodmer      |
| 4     | Schweden    | Marja Elfman        |
| 5     | Deutschland | Sandra Schmitt      |
| 6     | Deutschland | Tatjana Mittermayer |
| 7     | Dänemark    | Anja Bolbjerg       |
| 8     | Schweden    | Sara Kjellin        |
| 9     | Kanada      | Sylvia Kerfoot      |
| 10    | Japan       | Miyuki Hatanaka     |

Datum: 10. März 1999

### Ballett
| Platz | Land     | Sportler              |
| ----- | -------- | --------------------- |
| 1     | Russland | Natalija Rasumowskaja |
| 2     | Russland | Oxana Kuschtschenko   |
| 3     | Schweden | Annika Johansson      |
| 4     | Japan    | Yukako Tanaka         |
| 5     | USA      | Lara Rosenbaum        |
| 6     | Spanien  | Raquel Gutiérrez      |
| 7     | Slowakei | Zuzana Smiercaková    |
| 8     | Russland | Jelena Batalowa       |
| 9     | USA      | Vicki Simpson-Roxberg |
| 10    | Schweiz  | Tina Spillmann        |

Datum: 11. März 1999

### Aerials
| Platz | Land       | Sportler          |
| ----- | ---------- | ----------------- |
| 1     | Australien | Jacqui Cooper     |
| 2     | Norwegen   | Hilde Synnøve Lid |
| 3     | USA        | Nikki Stone       |
| 4     | Kanada     | Veronica Brenner  |
| 5     | Ukraine    | Julija Kljukowa   |
| 6     | Kanada     | Veronika Bauer    |
| 7     | Australien | Alisa Camplin     |
| 8     | China      | Xu Nannan         |
| 9     | Russland   | Natalja Orechowa  |
| 10    | USA        | Brenda Petzold    |

Datum: 13. März 1999

### Dual Moguls
| Platz | Land        | Sportler       |
| ----- | ----------- | -------------- |
| 1     | Deutschland | Sandra Schmitt |
| 2     | Norwegen    | Kari Traa      |
| 3     | USA         | Ann Battelle   |
| 4     | Japan       | Aiko Uemura    |
| 5     | Australien  | Maria Despas   |
| 6     | Kanada      | Tami Bradley   |
| 7     | USA         | Shannon Bahrke |
| 8     | Schweden    | Marja Elfman   |
| 9     | USA         | Michelle Roark |
| 10    | Kanada      | Sylvia Kerfoot |

Datum: 14. März 1999

## Medaillenspiegel
| Platz  | Land        |   |   |   |    |
| ------ | ----------- | - | - | - | -- |
| 1      | USA         | 3 | – | 3 | 6  |
| 2      | Finnland    | 1 | 2 | 2 | 5  |
| 3      | Russland    | 1 | 1 | – | 2  |
| 4      | Australien  | 1 | – | – | 1  |
| 4      | Deutschland | 1 | – | – | 1  |
| 4      | Frankreich  | 1 | – | – | 1  |
| 7      | Norwegen    | – | 3 | – | 3  |
| 8      | Kanada      | – | 1 | – | 1  |
| 8      | Österreich  | – | 1 | – | 1  |
| 10     | Schweiz     | – | – | 2 | 2  |
| 11     | Schweden    | – | – | 1 | 1  |
| Gesamt | Gesamt      | 8 | 8 | 8 | 24 |